# Jurij Andruchowycz
Jurij Ihorowycz Andruchowycz, ukr. Юрій Ігорович Андрухович (ur. 13 marca 1960 w Stanisławowie) – ukraiński poeta, prozaik, piosenkarz, eseista i tłumacz, jeden z przedstawicieli fenomenu stanisławowskiego.

## Życiorys
Pochodzi z Iwano-Frankiwska (który w roku jego urodzenia nosił nazwę Stanisław). Ukończył studia w Ukraińskim Instytucie Poligrafii im. I. Fedorowa we Lwowie (1982), a w latach 1990–1991 studiował w Instytucie Literatury im. Gorkiego w Moskwie. W latach 1983–1984 odbył służbę wojskową, która zainspirowała go do napisania cyklu siedmiu opowiadań Armijśki opowidannia (1989).

## Twórczość
Jego utwory przełożono i wydano w Polsce (tłumaczenia Bohdana Zadury, Jacka Podsiadły, Renaty Rusnak, Oli Hnatiuk, Katarzyny Kotyńskiej i Przemysława Tomanka), Niemczech, Kanadzie, Finlandii, USA, Szwecji, Rosji, Austrii oraz na Węgrzech.

### Poezja
Debiutował w 1985 r. tomem wierszy Nebo i płoszczi. Tego samego roku wraz z Wiktorem Neborakiem i Ołeksandrem Irwańcem założył grupę poetycką Bu-Ba-Bu (Burleska-Bałagan-Bufonada). Kolejne zbiory wierszy Andruchowycza, Seredmistia (1989) i Ekzotyczni ptachy i rosłyny (1991), utrwaliły jego pozycję jako jednego z prekursorów nowego nurtu w poezji ukraińskiej. W 1997 roku wydał wznowienie tomu Ekzotyczni ptachy i rosłyny uzupełniając go o poemat Indie, zaś w 2004 napisał Pisni dla mertwoho piwnja. W 2013 ukazał się zbiór prezentujący całą poetycką twórczość Andruchowycza zatytułowany Listy z Ukrainy.
Jego poezje stanowią też część dwóch polskich antologii Bohdana Zadury: Wiersze zawsze są wolne. Przekłady z poezji ukraińskiej (Biuro Literackie – Kolegium Europy Wschodniej im. Jana Nowaka-Jeziorańskiego, Wrocław 2005, ISBN 83-8851-563-2; wydanie 2: Biuro Literackie – Kolegium Europy Wschodniej im. Jana Nowaka-Jeziorańskiego, Wrocław 2007, ISBN 978-83-60602-46-1) oraz 100 wierszy wolnych z Ukrainy (Biuro Literackie, Kołobrzeg 2022, ISBN 978-83-67249-06-5).

### Proza
Trzy pierwsze powieści Jurij Andruchowycz opublikował na łamach kijowskiego miesięcznika Suczasnist: Rekreaciji w 1992 r. (II wydanie 1997; pol. tytuł: Rekreacje, 1994, 1996), Moskowiada. Powist’ żachiw w 1993 r. (II wydanie 1997; pol. tytuł: Moscoviada. Powieść grozy, 2000 i 2004). W 1996 r. wychodzi kolejna powieść Perwerzija (II wydanie 1997, pol. tytuł: Perwersja, 2004). W 2003 opublikował powieść Dwanadciat’ obrucziw (polski tytuł: Dwanaście kręgów, 2005). W 2007 wydał powieść Tajemnicja.Zamist romanu, która była wywiadem-rzeką z samym sobą. W 2011 roku napisał książkę Leksykon intymnych mist będącą zbiorem 111 opowiadań o miastach, które pisarz odwiedził. Premiera zbioru odbyła się 11.11.2011 roku, zaś jej cena rynkowa wynosiła 111 hrywien.

### Eseistyka
W 1999 r. ukazał się jego zbiór esejów Dezorientacija na miscevosti. Niektóre z nich wcześniej zostały opublikowane w piśmie „Deń”, z którym Andruchowycz współpracował przez kilka lat. Po polsku ukazały się dwa tomy jego esejów: Erz-herz-perz (1996) i Ostatnie terytorium. Eseje o Ukrainie (2002) oraz napisana wspólnie z Andrzejem Stasiukiem Moja Europa. Dwa eseje o Europie zwanej Środkową (2000, 2001). W 2006 roku wydał zbiór Dijawoł howajetsia w syri (pol. Diabeł tkwi w serze).

### Tłumaczenia
Jest autorem przekładów z języka niemieckiego (R.M. Rilke; Fritz von Herzmanovsky-Orlando), angielskiego (William Szekspir) oraz rosyjskiego (B. Pasternak; O. Mandelsztam). Tłumaczy także z polskiego m.in. poezję Czesława Miłosza, Sennik współczesny Tadeusza Konwickiego oraz Sklepy cynamowone Brunona Schulza.

### Muzyka
W 2005 r. nagrał płytę Andruchoid, w której recytuje swoje wiersze do muzyki Mikołaja Trzaski. W 2005 roku rozpoczął stałą współpracę z wrocławskim zespołem Karbido, w wyniku której powstało pięć albumów. W 2006 nagrali Samogon - Andruchowycz śpiewa na niej teksty poetyckie, w większości polskojęzyczne, z tomiku Piosenki dla martwego koguta, a także dwie kompozycje wykonywane po ukraińsku, w tym interpretację starej ukraińskiej pieśni ludowej (Zelenaja liszczynońko). Kolejną płytą powstałą w wyniku współpracy z Karbido jest „Cynamon (z dodatkiem Indii)” (2009), która została zainspirowana twórczością Brunona Schulza. Płytową trylogię zamyka nagrany w 2012 roku dwupłytowy album "Absynt", czyli dźwiękowy komentarz do powieści Andruchowycza Perwersja. Polska premiera tej płyty odbyła się na wrocławskim Przeglądzie Piosenki Aktorskiej w 2013 roku. Następnym wydawnictwem była adaptacja "Leksykonu miast intymnych" - "Atlas Estremo" (2015), również dwupłytowy album, zawierający nieidentyczne dwujęzyczne wersje utworów-miast. W 2017 roku wydali "Litografie" - 7 utworów opartych na cyklu poezji "Litohrafii staroho Syanislava". W 2022 r. na scenie Elbphilharmonie w Hamburgu premierę koncertową miał ostatni program "Radio Noc" - oparty na najnowszej książce "Radio Nich"; koncertowa wersja wykonywana jest w trzech wariantach językowych - po ukraińsku, polsku i niemiecku. 

## Nagrody i wyróżnienia
W 2001 otrzymał Nagrodę Herdera. W marcu 2006 otrzymał w Lipsku Nagrodę Europejskiego Porozumienia Leipziger Buchpreis, natomiast 2 grudnia 2006 za powieść Dwanaście kręgów w tłum. Katarzyny Kotyńskiej nagrodę Angelus we Wrocławiu.
W 2017 został laureatem nagrody Vilenica.
6 czerwca 2022 roku otrzymał doktorat honoris causa Uniwersytetu Rzeszowskiego.

## Życie osobiste
Ma dwoje dzieci. Syna Tarasa (ur. 1986) i córkę, pisarkę Sofiję Andruchowycz, która jest żoną pisarza Andrija Bondara.

### poezja
- Небо і площі (1985)
- Середмістя (1989)
- Екзотичні птахи і рослини (1991)
- Екзотичні птахи і рослини з додатком „Індія”: Колекція віршів (Івано-Франківськ: Лілея-НВ, 1997)
- Пісні для мертвого півня (Івано-Франківськ: Лілея-НВ, 2004)
- Листи в Україну (К.: А-ба-ба-га-ла-ма-га, 2013).

### proza
- Рекреації (Сучасність, 1992; Київ: Час, 1997; 1998; Львів: Піраміда, 2005)
- Московіада (1993, 1997, Івано-Франківськ: Лілея-НВ, 2000; Івано-Франківськ: Лілея-НВ, 2006)
- Перверзія (Сучасність, 1996, № 1-2; Івано-Франківськ: Лілея-НВ, 1997; Львів: Класика, 1999)
- Дванадцять обручів (Київ: Критика, 2003; 2004; 2005; 2006)
- Таємниця. Замість роману (Харків: Фоліо, 2007)
- Лексикон інтимних міст (Чернівці: Meridian Czernowitz, 2011)
- Коханці Юстиції (Чернівці: Meridian Czernowitz, 2017)
- Радіо Ніч (Чернівці: Meridian Czernowitz, 2020)

### eseistyka
- Дезорієнтація на місцевості (Івано-Франківськ: Лілея-НВ, 1999; 2006)
- Моя Європа (Львів: Класика, 2000; 2005; 2007)
- Диявол ховається в сирі (Київ: Критика, 2006)

### po polsku

#### proza
- Rekreacje (1994, 1996, 2005)
- Moscoviada. Powieść grozy (2000, 2004, 2015)
- Perwersja (2003)
- Dwanaście kręgów (2005, 2008)
- Tajemnica (2008)
- Leksykon miast intymnych (2014)
- Kochankowie Justycji. Powieść parahistoryczna w ośmiu i pół odcinkach (2019)
- Radio Noc (2023)

#### poezja
- Piosenki dla martwego koguta (Biuro Literackie, 2005)
- Egzotyczne ptaki i rośliny (Biuro Literackie, 2007)

#### eseje
- Erz-herz-perc (1996)
- Moja Europa. Dwa eseje o Europie zwanej Środkową (2000, 2001, 2007). Wraz z Andrzejem Stasiukiem.
- Ostatnie terytorium (2002)
- Diabeł tkwi w serze (2007)